# Help – Hilfe zur Selbsthilfe
Help – Hilfe zur Selbsthilfe ist eine nichtstaatliche, humanitäre Hilfsorganisation mit Sitz in Bonn. Seit Juli 1981 engagiert sie sich weltweit für Menschen in Not. Im Mittelpunkt der Arbeit steht die Hilfe zur Selbsthilfe. Darüber hinaus engagiert sich Help auch in der Not- und Katastrophenhilfe und ist bei Erdbeben, Tsunamis und Wirbelstürmen regelmäßig im Einsatz.

## Geschichte
Help wurde am 15. Juli 1981 von Abgeordneten aller damals im Bundestag vertretenen Parteien und Persönlichkeiten aus Wissenschaft und Kirche gegründet. Der Vorstand setzt sich aus Vertretern dieser gesellschaftlichen Gruppen zusammen.
Anlass für die Gründung war die Flüchtlingswelle, die die russische Invasion 1979 in Afghanistan auslöste. Help arbeitete in den ersten Jahren ausschließlich für Flüchtlinge in Pakistan. Bei dieser Hilfsarbeit versorgte der Verein bspw. Flüchtlingskinder mit Milch, sorgte für medizinische Betreuung der Flüchtlinge, teilweise auch in eigenen Kliniken und Krankenstationen, finanzierte Schulen und handwerkliche Ausbildungszentren und verteilte Kleider und Schuhe. So startete Help damals noch unter dem Motto „Deutsche helfen Afghanistan“ und sammelte für diesen Zweck erstmals Spenden für die Flüchtlinge. Mit dem gesammelten Geld unterstützte die Hilfsorganisation den Verein für Afghanistan-Förderung (VAF). Help hatte seitdem seinen Dienstsitz in Bonn als Untermieter des VAF und startete mit vier festangestellten Mitarbeitern.
Im Jahr 1983 weitete Help seine Hilfeleistungen aus und führte Projekte in Pakistan und im Iran für Nahrungsmittelhilfe und medizinische Versorgung durch. Erstmals erhielten die Mitarbeiter von Help Zuwendungen von staatlichen Institutionen wie dem Auswärtigen Amt oder der Stiftung Flüchtlingshilfe.

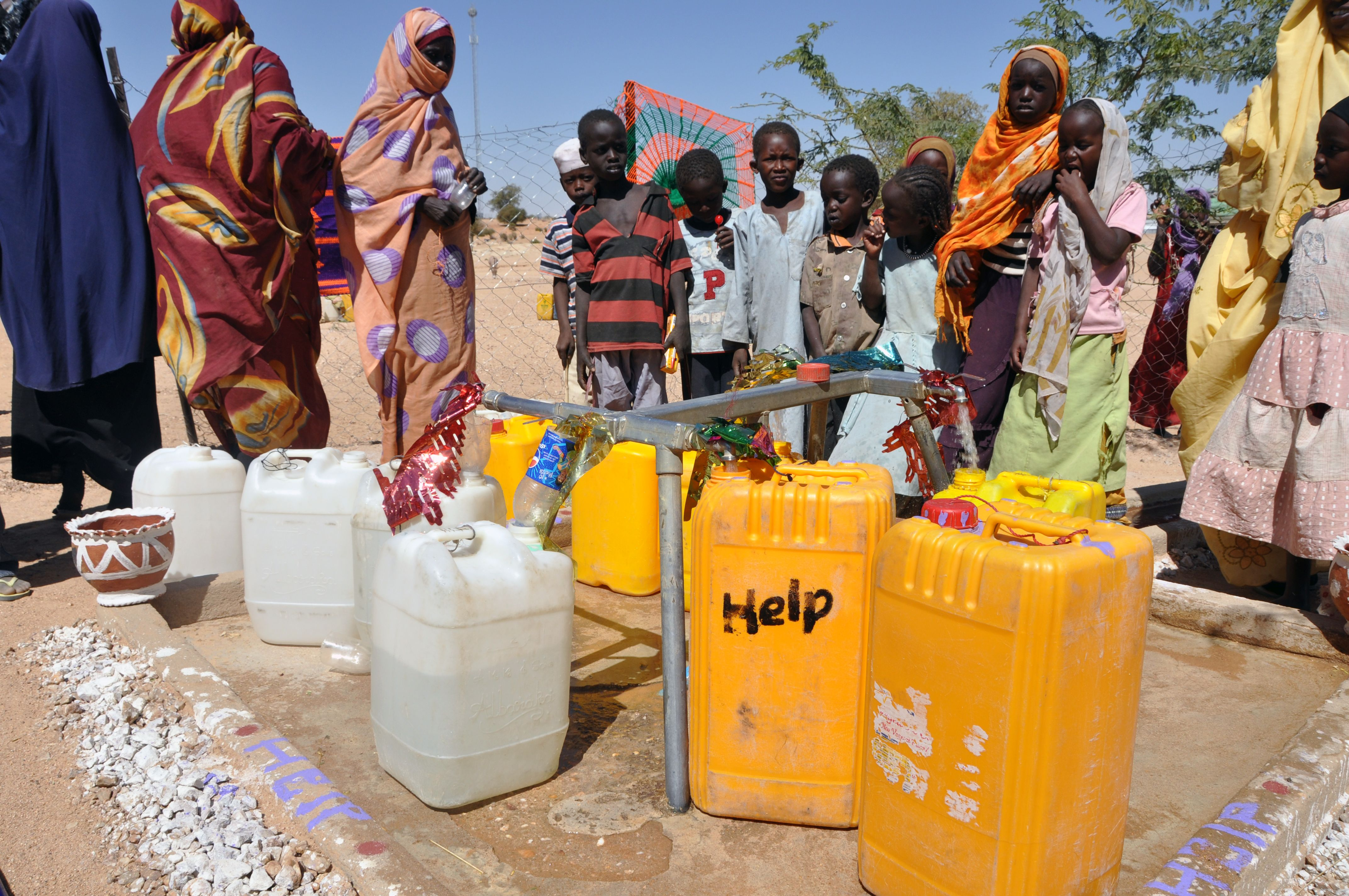
Solarbetriebener Brunnen von Help im Tschad

Zu Beginn der 1990er Jahre engagierte sich der Verein bereits weltweit. Anfangs (1990) in Rumänien für Menschen mit Behinderung, dann in mehreren Ländern Afrikas, Südosteuropas und Asiens. Außerdem begann Help 1991 auch schiitische und kurdische Flüchtlinge im Iran zu unterstützen und verteilte an der irakisch-iranischen Grenze Nahrungsmittel.  Nach Naturkatastrophen oder kriegerischen Konflikten weitete Help seine Hilfsangebote auf neue Projektländer aus. Hierbei war der Verein mit seinen Hilfsprojekten u. a. aktiv im Bosnienkrieg (1992), im Kosovokrieg (1998), im zweiten Tschetschenienkrieg (1999), nach dem Erdbeben in Indien (2001), in der Hungersnot in Simbabwe (2002), im Irakkrieg (2003), nach dem Tsunami in Sri Lanka (2004), dem Tsunami in Indonesien (2006), nach der Flut in Südasien (2007), beim Cholera-Ausbruch in Simbabwe (2008), nach dem Erdbeben in Haiti (2010), nach dem Tsunami mit anschließender Atomkatastrophe in Japan (2011), im Bürgerkrieg in Syrien (2011), nach dem Erdbeben in Nepal (2015) und in der Eskalation des Ukrainekrieges (2022).
2007 war Help Gründungsmitglied der Klima-Allianz Deutschland, in der sich Vertreter der katholischen und evangelischen Kirche, Hilfs- und Entwicklungsorganisationen und  vielen weiteren aus über 40 Organisationen vereinten, um gemeinsam den Klimawandel zu stoppen. Außerdem ist Help schon seit dessen Gründung 2001 Mitglied bei dem Zusammenschluss deutscher Hilfsorganisationen „Aktion Deutschland hilft“.
Im Jahr 2013 verlieh der Verein EUROSOLAR Help den Solarpreis 2013 für seine solarbetriebene Trinkwasseranlage im Tschad. Im selben Jahr leistete Help erstmals auch Katastrophenhilfe im eigenen Land, als die Flüsse Elbe, Donau und Saale über die Ufer traten und zu Überschwemmungen führten. Auch 2021 leistete Help Hilfe bei der Überflutungskatastrophe in Deutschland und unterstützte insgesamt 44 gemeinnützige, sozial tätige Vereine sowie Schulen und Kindergärten.

## Ziele und Arbeitsweise
Nach dem Prinzip der „Hilfe zur Selbsthilfe“ fördert Help die Anstrengungen der Betroffenen von Katastrophen, Verfolgung oder Not, ihre Lebensumstände aus eigener Kraft zu verbessern. Hierzu gehören existenzsichernde Maßnahmen ebenso wie das Ankurbeln wirtschaftlicher Aktivitäten und das Stärken zivilgesellschaftlicher Kräfte. Deshalb kooperiert Help mit Partnerorganisationen vor Ort und bezieht lokale Projektteilnehmer in Planung und Umsetzung von Programmen mit ein. Durch langfristig angelegte Hilfsprojekte will Help es notleidenden Menschen ermöglichen, sich selbst zu versorgen. In Kooperation mit den Betroffenen sollen die Lebensbedingungen nachhaltig verbessert werden.
Dabei folgt auf die erste Soforthilfe meist ein längerfristiges Engagement zum Wiederaufbau aller Lebensbereiche durch Gesundheits- und Wasserversorgung, Ernährungs- und Existenzsicherung, Bildung und Ausbildung. Ziel war und ist die Stärkung der Selbstständigkeit und Widerstandsfähigkeit betroffener Gemeinschaften.
Die Themengebiete der Arbeit von Help umfassen neben Nothilfe, Wiederaufbau, Katastrophenvorsorge, Flüchtlingshilfe, Wasserversorgung, Ernährungssicherung und Gesundheitsversorgung auch Bildung, Einkommen und Klimaschutz.
Help engagiert sich in über 20 Ländern mit Hilfsprojekten, darunter in der Ukraine, in Syrien, im Jemen, in Afghanistan, im Südsudan und in Bosnien und Herzegowina.

## Organisationsstruktur
Seit 2021 ist Georg Kippels (MdB CDU) Vorstandsvorsitzender von Help. Ute Vogt (MdB SPD) und Ottmar von Holtz (MdB Bündnis 90/Die Grünen) sind seine Vertreter. Geschäftsführerin des Vereins ist Bianca Kaltschmitt, Generalsekretär ist Dr. Thorsten Klose-Zuber.
Im Jahr 2023 erzielte Help Einnahmen in Höhe von 71.085.199 Euro, davon wurden 63.459.823 Euro für Projekte ausgegeben. Der Verein beschäftigte 2023 64 Angestellte in Deutschland und hatte 587 Mitarbeitende weltweit. Außerdem engagierten sich 30 ehrenamtliche Gremienmitglieder für Help.

## Finanzierung und Transparenz

DZI Spenden-Siegel

Help finanziert Projekte mit Spenden und öffentlichen Zuschüssen. Beim Amtsgericht Bonn ist Help als gemeinnütziger Verein eingetragen und wurde vom Finanzamt Bonn als förderungswürdig anerkannt. Die größten öffentlichen Geldgeber sind das Auswärtige Amt, das Bundesministerium für wirtschaftliche Zusammenarbeit und Entwicklung (BMZ), die Generaldirektion für humanitäre Hilfe der Europäischen Kommission (ECHO), die Europäische Kommission und das Welternährungsprogramm der Vereinten Nationen (WFP).
Help veröffentlicht jährlich einen Jahresbericht, in dem alle Einnahmen und Ausgaben dargelegt sind, und erhält seit der Einführung 1992 jährlich das vom Deutschen Zentralinstitut für soziale Fragen (DZI) erteilte DZI-Spendensiegel.
Help ist Mitglied im Deutschen Spendenrat und erhielt 2020 dessen Spendenzertifikat.
Der Verein ist zudem Unterzeichner der Selbstverpflichtungserklärung der Initiative Transparente Zivilgesellschaft. Im Jahr 2008 erreichte der Verein mehr als 75 Prozent der erreichbaren Punkte für den Transparenzpreis von PricewaterhouseCoopers, konnte jedoch nicht ins Finale einziehen.

## Partner
Help hatte im Jahr 2021 über 70 lokale Organisationen sowie zahlreiche Gemeinden als Partner. Unter den Partnerinstitutionen sind sowohl Stiftungen, Deutsche Botschaften, Bundesministerien, Vereine und europäische Institutionen.
Der Verein ist Mitglied bei Aktion Deutschland Hilft, einem Zusammenschluss deutscher Hilfsorganisationen, die im Falle von Katastrophen und Notsituationen im Ausland gemeinsam Hilfe leisten. Help ist Vollmitglied bei VENRO, einem freiwilligen Zusammenschluss von rund 120 deutschen entwicklungspolitischen und humanitären Nichtregierungsorganisationen.
Seit dem Jahr 2018 ist Help neben weiteren NGOs Unterstützer der deutschen Denkfabrik für humanitäre Hilfe Centre for Humanitarian Action.